# Thambeta
Thambeta é um gênero de traça pertencente à família Arctiidae.